# Groupama-FDJ/2018
Deze pagina geeft een overzicht van de Groupama-FDJ-wielerploeg in 2018.

## Algemeen
Algemeen manager: Marc Madiot
Teammanager: Yvon Madiot
Ploegleiders: Nicolas Boisson, Thierry Bricaud, Martial Gayant, Frédéric Guesdon, David Han, Sébastien Joly, Frank Pineau, Julien Pinot, Jussi Veikkanen
Fietsen: Lapierre

## Renners
| Naam                  | Geboortedatum | Nationaliteit | Ploeg 2017     |
| --------------------- | ------------- | ------------- | -------------- |
| Bruno Armirail        | 11-04-1994    | Frankrijk     | stagiair       |
| William Bonnet        | 25-06-1982    | Frankrijk     |                |
| Davide Cimolai        | 13-08-1989    | Italië        |                |
| Mickaël Delage        | 06-08-1985    | Frankrijk     |                |
| Arnaud Démare         | 26-08-1991    | Frankrijk     |                |
| Antoine Duchesne      | 12-09-1991    | Canada        | Direct Énergie |
| David Gaudu           | 10-10-1996    | Frankrijk     |                |
| Jacopo Guarnieri      | 14-08-1987    | Italië        |                |
| Daniel Hoelgaard      | 01-07-1993    | Noorwegen     |                |
| Ignatas Konovalovas   | 08-12-1985    | Litouwen      |                |
| Matthieu Ladagnous    | 12-12-1984    | Frankrijk     |                |
| Olivier Le Gac        | 27-08-1993    | Frankrijk     |                |
| Tobias Ludvigsson     | 12-2-1991     | Zweden        |                |
| Valentin Madouas      | 12-07-1996    | Frankrijk     | stagiair       |
| Rudy Molard           | 17-08-1989    | Frankrijk     |                |
| Steve Morabito        | 30-01-1983    | Zwitserland   |                |
| Thibaut Pinot         | 29-05-1990    | Frankrijk     |                |
| Georg Preidler        | 17-06-1990    | Oostenrijk    | Team Sunweb    |
| Sébastien Reichenbach | 28-05-1989    | Zwitserland   |                |
| Anthony Roux          | 18-04-1987    | Frankrijk     |                |
| Jérémy Roy            | 22-06-1983    | Frankrijk     |                |
| Marc Sarreau          | 10-06-1993    | Frankrijk     |                |
| Romain Seigle         | 11-10-1994    | Frankrijk     | stagiair       |
| Ramon Sinkeldam       | 09-02-1989    | Nederland     | Team Sunweb    |
| Benjamin Thomas       | 12-09-1995    | Frankrijk     | Armée de terre |
| Benoît Vaugrenard     | 05-01-1982    | Frankrijk     |                |
| Arthur Vichot         | 26-11-1988    | Frankrijk     |                |
| Léo Vincent           | 06-11-1995    | Frankrijk     |                |

### Stagiairs
Vanaf 1 augustus 2018
| Naam          | Geboortedatum | Nationaliteit | Vorige ploeg   |
| ------------- | ------------- | ------------- | -------------- |
| Alexys Brunel | 10-10-1998    | Frankrijk     | CC Etupes      |
| Davy Clément  | 17-07-1998    | Frankrijk     | -              |
| Jimmy Raibaud | 13-11-1991    | Frankrijk     | Armée de terre |

### Vertrokken
| Naam                 | Geboortedatum | Nationaliteit | Ploeg 2018           |
| -------------------- | ------------- | ------------- | -------------------- |
| Arnaud Courteille    | 13-03-1989    | Frankrijk     | Vital Concept        |
| Odd Christian Eiking | 28-12-1994    | Noorwegen     | Wanty-Groupe Gobert  |
| Marc Fournier        | 12-11-1994    | Frankrijk     | Vital Concept        |
| Johan Le Bon         | 03-10-1990    | Frankrijk     | Vital Concept        |
| Jérémy Maison        | 21-07-1993    | Frankrijk     | Team Fortuneo-Samsic |
| Lorrenzo Manzin      | 26-07-1994    | Frankrijk     | Vital Concept        |
| Cédric Pineau        | 08-05-1985    | Frankrijk     | gestopt              |
| Kévin Reza           | 18-05-1988    | Frankrijk     | Vital Concept        |

## Belangrijkste overwinningen
| Ster van Bessèges 1e etappe: Marc Sarreau 3e etappe: Marc Sarreau Parijs-Nice 1e etappe: Arnaud Démare 6e etappe: Rudy Molard La Roue Tourangelle Winnaar: Marc Sarreau Ronde van de Sarthe 2e etappe: Marc Sarreau Vierdaagse van Duinkerke 1e etappe: Marc Sarreau 6e etappe: Olivier Le Gac Ronde van de Ain 3e etappe: Arthur Vichot Eindklassement: Arthur Vichot Puntenklassement: Arthur Vichot Ronde van Zwitserland 8e etappe: Arnaud Démare Route d'Occitanie 4e etappe: Anthony Roux Jongerenklassement: Valentin Madouas | Parijs-Chauny Winnaar: Ramon Sinkeldam Ronde van Frankrijk 18e etappe: Arnaud Démare Ronde van Polen 6e etappe: Georg Preidler Ronde van de Limousin 1e etappe: Anthony Roux Ronde van Poitou-Charentes in Nouvelle-Aquitaine 1e etappe: Arnaud Démare 2e etappe: Arnaud Démare 3e etappe: Arnaud Démare 4e etappe: Arnaud Démare 5e etappe: Arnaud Démare Eindklassement: Arnaud Démare Puntenklassement: Arnaud Démare Ronde van Spanje 15e etappe: Thibaut Pinot 19e etappe: Thibaut Pinot Parijs-Bourges Winnaar: Valentin Madouas | Milaan-Turijn Winnaar: Thibaut Pinot Ronde van Lombardije Winnaar: Thibaut Pinot Nationale kampioenschappen wielrennen Canada - wegwedstrijd: Antoine Duchesne Frankrijk - wegwedstrijd: Anthony Roux Oostenrijk - tijdrit: Georg Preidler Zweden - tijdrit: Tobias Ludvigsson Zwitserland - wegwedstrijd: Steve Morabito |

1997 · 1998 · 1999 · 2000 · 2001 · 2002 · 2003 · 2004 · 2005 · 2006 · 2007 · 2008 · 2009 · 2010 · 2011 · 2012 · 2013 · 2014 · 2015 · 2016 · 2017 · 2018 · 2019 · 2020 · 2021 · 2022 · 2023 · 2024 · 2025
AG2R-La Mondiale · Astana Pro Team · Bahrain-Merida · BMC Racing Team · BORA-hansgrohe · Groupama-FDJ · Lotto Soudal · Mitchelton-Scott · Movistar Team · Quick-Step · Team Dimension Data · Team EF Education First-Drapac p/b Cannondale · Team Katjoesja Alpecin · Team LottoNL-Jumbo · Team Sky · Team Sunweb · Trek-Segafredo · UAE Team Emirates